# Tsutomu Sonobe
Tsutomu Sonobe (園部 勉 Sonobe Tsutomu?,  nacido el 29 de marzo de 1958 en Ibaraki) es un exfutbolista japonés que se desempeñaba como defensa.
Sonobe jugó 7 veces para la Selección de fútbol de Japón entre 1978 y 1981.

## Trayectoria

### Clubes
| Club              | País  | Año         |
| ----------------- | ----- | ----------- |
| Fujita Industries | Japón | 1976 - 1989 |

### Selección nacional
| Selección | País  | Año         |
| --------- | ----- | ----------- |
| Absoluta  | Japón | 1978 - 1981 |

## Estadística de equipo nacional
| Selección de Japón | Selección de Japón | Selección de Japón |
| Año                | Part.              | Goles              |
| ------------------ | ------------------ | ------------------ |
| 1978               | 4                  | 0                  |
| 1979               | 0                  | 0                  |
| 1980               | 0                  | 0                  |
| 1981               | 3                  | 0                  |
| Total              | 7                  | 0                  |

## Palmarés

### Títulos nacionales
| Título              | Club              | País  | Año  |
| ------------------- | ----------------- | ----- | ---- |
| Japan Soccer League | Fujita Industries | Japón | 1977 |
| Copa del Emperador  | Fujita Industries | Japón | 1977 |
| Japan Soccer League | Fujita Industries | Japón | 1979 |
| Copa del Emperador  | Fujita Industries | Japón | 1979 |
| Japan Soccer League | Fujita Industries | Japón | 1981 |

### Distinciones individuales
| Distinción                  | Año  |
| --------------------------- | ---- |
| Japan Soccer League Best XI | 1978 |
| Japan Soccer League Best XI | 1979 |